# IX. Armeekorps (Wehrmacht)

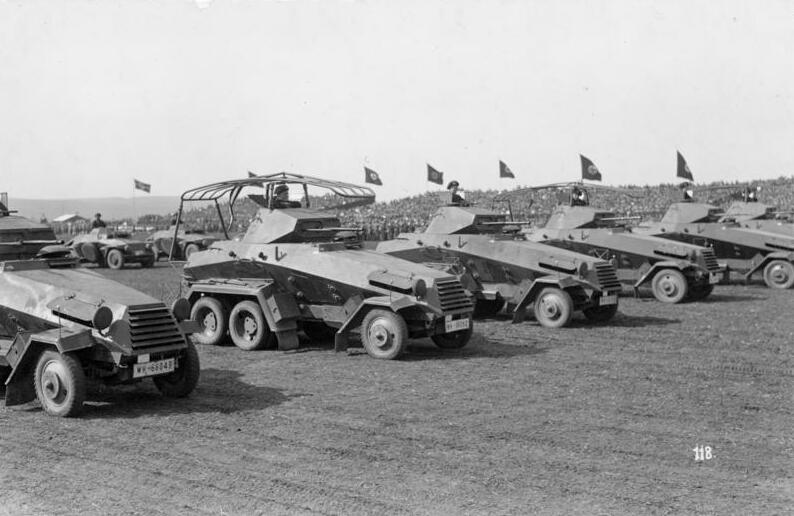
Herbstmanöver des IX. Armeekorps bei Fritzlar 1936

Das IX. Armeekorps war ein Großverband der deutschen Wehrmacht, der während des Zweiten Weltkrieges, am Westfeldzug (1940) und danach bis zum Kriegsende an der mittleren und nördlichen Ostfront eingesetzt wurde.

## Geschichte

### Aufstellung
Ein Vorgängerverband wurde am 1. im Oktober 1934 unter der Tarnbezeichnung Heeresdienststelle Kassel im Wehrkreis V (Stuttgart) errichtet. Nach der Bildung des neuen Wehrkreises IX (Kassel) wurde der bisherige getarnte Stab im Juni 1936 in das reguläre Generalkommando IX. Armeekorps umbenannt. Erster Kommandierender General wurde General der Artillerie Friedrich Dollmann.

### 1939/40
Am 26. August 1939 begann die Mobilisierung, das Kommando wurde jedoch nicht für den Angriffskrieg gegen Polen herangezogen, sondern wurde während des Sitzkrieges bei der Heeresgruppe C als Reservekommando der 1. Armee mit der 246. Infanterie-Division im Raum zwischen Speyer und Worms konzentriert. Am 25. Oktober 1939 übernahm General der Infanterie Hermann Geyer die Führung des Kommandos, als Chef des Generalstabs fungierte Oberst Maximilian Grimmeiß, erster Generalstabs-Offizier (Ia) war Oberst Hans Speidel. Im Mai 1940 wurde das Generalkommando für den Angriff gegen die Niederlande zur Heeresgruppe B transferiert und im Raum Venlo am rechten Flügel der 6. Armee konzentriert, das Hauptquartier befand sich nordwestlich von Oberhausen. Für den Fall Gelb waren dem Kommando die 30., 56. und 216. Infanterie-Division zugeteilt. Rechter Nachbar war das XXVI. Armeekorps der 18. Armee, links begleitete das XI. Armeekorps den Stoß des Panzerkorps Hoeppner durch den Einbruch in den nordbelgischen Raum. Die Belgier wurden im Zusammenwirken mit dem XI. und XXVI. Korps bis an die Lys verfolgt und nach Dünkirchen abgedrängt.
Bei der zweiten Angriffsphase (Fall Rot) war das Kommando (294. und 295. I.D.) der 2. Armee als zweites Treffen am Aisne-Abschnitt zugeteilt. Dem XXVI. Korps nach dem Durchbruch südlich auf Auxerre folgend, wurde beim Waffenstillstand mit der neu zugeteilten 15. und 205. Infanterie-Division der Raum Nevers erreicht. Bis September 1940 als Besatzung in der Normandie verbleibend, wurde das Kommando nach Absage der Operation Seelöwe zusammen mit dem AOK 12 (ab Jahresbeginn 1941 in AOK 17 umbenannt) nach Südpolen abtransportiert. Zum Jahresende waren dem Kommando die 56., 262. und 299. Infanterie-Division unterstellt.

### 1941/42
Nach dem Anlaufen der Operation Barbarossa waren dem Generalkommando im Bereich der 4. Armee (Feldmarschall von Kluge) die 137., 263. und 292. Infanterie-Division unterstellt. Während der Kesselschlacht von Bialystok und Minsk überschritten die zugewiesenen Truppen den Bug zwischen Granne und Drohiczyn, stießen zwischen den Białowieża-Urwald und den Narew in Richtung auf Gródek vor und bildete zusammen mit dem VII. Armeekorps die Südfront gegenüber den rund um Wolkowysk eingeschlossenen sowjetischen Truppen. Anfang Juli wurde der Raum nördlich Minsk gesichert und das Generalkommando bei Borissow hinter dem bereits am östlichen Beresina-Ufer operierenden XXXXVI. und XXXXVII. Panzerkorps. Mitte August beteiligte sich das Korps am südlichen Dnjepr-Ufer an der Kesselschlacht bei Smolensk und wehrte dann zusammen mit dem XX. Armeekorps starke russische Gegenangriffe im Frontbogen von Jelnja ab. Am 28. August übernahm das IX. Korps die Führung, von links nach rechts standen die 263., 137., 15., 78., 292., 268. und 7. Infanterie-Division im Frontbogen. Starke Gegenangriffe der neu herangeführten sowjetischen 24. Armee (General Rakutin) zwangen die 4. Armee im Rahmen der Jelnja-Offensive Anfang September zur Räumung von Jelnja und zum Übergang in den Stellungskrieg.
Am 2. Oktober beteiligte sich das IX. Korps nach Anlaufen der Operation Taifun an der Kesselschlacht von Wjasma, Jelnja wurde am 6. Oktober von der 292. Infanterie-Division besetzt. Zusammen mit dem XX. und VII. Armee-Korps wurde im Raum zwischen Dorogobusch und dem Ugra-Abschnitt die Südfront des sich bei Wjasma bildenden Kessels abgedämmt. Im weiteren Vorstoß in Richtung Moskau wurde nördlich der Moskwa vorgehend Ende November der Raum Swenigorod erreicht, dabei unterstellt waren die 78., 87. und 252. Infanterie-Division. Nach der russischen Gegenoffensive musste das Korps in den Raum Gschatsk zurückgehen, wo ein jahrelanger Stellungskrieg begann.
Zu Jahresende 1942 bis zum Ende der Schlacht von Rschew im folgenden Frühjahr 1943 unterstanden dem Korpskommando die 7., 35., 98., 252., 258. und die 292. Infanterie-Division.

### 1943
Im Unternehmen Büffelbewegung im Frühjahr wurde der Frontbogen bei Rschew geräumt und die 3. Panzer- und 4. Armee auf die Linie Duchowschtschina – Spas-Demensk zurückgezogen. Das IX. Korps ging über Wjasma in den Raum südöstlich von Dorogobusch bis Krucha zurück, während des Rückzuges und bis Sommer 1943 waren dem Kommando die 35., 252. und 342. Infanterie-Division zugeteilt. Zwischen August und September 1943 brach die Front nach der Offensive der sowjetischen Westfront (General Sokolowski) in der Smolensker Operation zusammen. Am 30. August wurde Jelnja durch die sowjetische 33. Armee befreit und am 1. September Dorogobusch durch die sowjetische 5. Armee freigekämpft. Am 23. September musste die deutsche 4. Armee auch Smolensk aufgegeben. Das Generalkommando IX ging zunächst auf den Pronja-Abschnitt zurück und etablierte sich am Jahresende am nördlichen Düna-Ufer im Raum nordwestlich von Witebsk zurück.

### 1944
Am 22. Juni 1944 während der Operation Bagration am nördlichen Flügel der 3. Panzerarmee eingesetzt, wurde der linke Korpsabschnitt im Raum Sirotino von sieben sowjetischen Divisionen der sowjetischen 4. Stoßarmee (General Malyschew) angegriffen. Die Front der 252. Infanterie-Division (Generalleutnant Melzer) wurde zwischen Pligowki und Ssawtschenski durchbrochen, die Korps-Abteilung D unter Generalleutnant Pamberg und die Sturmgeschütz-Brigade 245 sicherten notdürftig die Südflanke entlang der Bahnlinie nach Witebsk und mussten gegenüber der 6. Garde-Armee (General Tschistjakow) auf Sludysch – Ulla – Beschenkowitschi hinter die Düna zurückgehen. Dadurch wurde der rechte Nachbar, das LIII. Armeekorps im Kessel von Witebsk eingeschlossen. Aus dem Raum Polozk wurde die 24. Infanterie-Division über die Bahnlinie an der rechten Flanke nach Obol herangezogen. Der Angriffsschwerpunkt der 1. Baltischen Front zielte auf dem Verkehrsknoten Lepel, wo die 212. Infanterie-Division als Verstärkung eintraf. Die Front des IX. Korps, das den Haltebefehl des OKW erhalten hatte, wurde in Richtung Tetscha aufgerollt. Der Durchbruch der 5. Garde-Panzerarmee (Gruppe Solomatin) zielte direkt auf Wilna. Der Rückzug des IX. Korps gegenüber den sowjetischen Truppen erfolgte über Plissa – Koziany und erreichte Mitte Juli Ukmerge. Nach dem Durchbruch der Sowjets im sogenannten „Baltischen Loch“ (zwischen Schaulen und Bauske) wurde das IX. Korps südlich nach Kelmė – Raseinen abgedrängt. Im Oktober 1944 folgten Rückzugskämpfe hinter die Dubysa in Richtung auf Tauroggen. Ende 1944 waren im Kommandobereich an der Memel drei neuaufgestellte Volksgrenadier-Divisionen (551., 548., 561.) mit der 56. und der 69. Infanterie-Division in Stellung gegangen.

### 1945
Seit dem 20. Dezember 1944 war die Memel zugefroren, der Fluss bildete kein Hindernis mehr. Den Sowjets gegenüber stand das IX. Armeekorps der 3. Panzerarmee.
Die sowjetische 43. Armee unter General Beloborodow eröffnete Mitte Januar 1945 zwischen Ruß und Schmalleningken die Schlacht um Ostpreußen. Am 20. Januar brach der Widerstand des IX. Korps zusammen, Tilsit ging verloren. Die 69. Division musste sich kämpfend über Tapiau zurückziehen. Die Reste der 56. ID unter Generalmajor Blaurock fluteten auf Königsberg zurück. In ununterbrochenen Rückzugsgefechten gelang es den drei Volksgrenadier-Divisionen, die Deime zu erreichen einen neuen Abwehrriegel aufzubauen.
Die Schlusskämpfe im März 1945 gegenüber der sowjetischen 39. Armee und 2. Gardearmee, erfolgte zusammen mit dem XXVI. Armeekorps im Raum des ebenfalls eingekesselten Königsberg in Samland.
Vor der Zerschlagung im April 1945 waren dem Generalkommando, das der Armeeabteilung Samland (General Gollnick) unterstellt war, folgende Verbände zugewiesen:
- Stab 548. Volks-Grenadier-Division
- 58. Infanterie-Division
- 93. Infanterie-Division
- 95. Infanterie-Division
- Kampfgruppe 286. Infanterie-Division
- 551. Volks-Grenadier-Division

## Führung
Kommandierende Generale
- General der Artillerie Friedrich Dollmann, 1. Juni 1936 bis 25. Oktober 1939
- General der Infanterie Hermann Geyer, 25. Oktober 1939 bis 31. Dezember 1941
- General der Infanterie Hans Schmidt, 31. Dezember 1941 bis 15. Oktober 1943
- General der Infanterie Heinrich Clößner, 15. Oktober bis 5. Dezember 1943
- General der Infanterie Rolf Wuthmann, 5. Dezember 1943 bis 20. April 1945
- Generalleutnant Hermann Hohn, 20. April bis Mai 1945

Chefs des Generalstabes
- Oberst Bodewin Keitel, 1. Juni 1936 bis 12. Oktober 1937
- Generalmajor Carl Hilpert, 12. Oktober 1937 bis 1. Oktober 1939
- Oberst Maximilian Grimmeiß, 1. Oktober 1939 bis Januar 1941
- Oberstleutnant Hans Otfried von Linstow, Januar bis 22. Dezember 1941
- Oberst Paul Reichelt, 22. Dezember 1941 bis 17. August 1943
- Oberst Herbert Koestlin, 17. August bis Oktober 1943
- Oberst Robert Praefcke, Oktober 1943 bis April 1945
- Oberstleutnant Hugo Binder, April bis Mai 1945